# ヘルマン・ハンケル

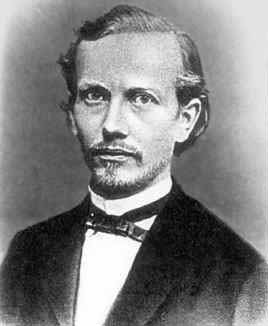
ヘルマン・ハンケル

ヘルマン・ハンケル（Hermann Hankel、1839年2月14日 - 1873年8月29日）は、ドイツの数学者。

## 経歴
ハレ・アン・デア・ザーレの生まれ。リーマン、クロネッカー、ワイエルシュトラウスらに学び、1867年エアランゲン大学教授。特殊関数の分野で業績を残し、特にベッセル関数に関しての研究は著名である。